# 石川県道44号小松鳥越鶴来線
石川県道44号小松鳥越鶴来線（いしかわけんどう44ごう こまつとりごえつるぎせん）は、石川県小松市と白山市を結ぶ県道（主要地方道）である。

## 概要
小松市南部の山間部に位置する新丸地区から手取川の支流である大日川に沿って旧石川郡鳥越村を経て、旧石川郡鶴来町に至る。起点から北東方向へ進み、白山市と跨る大日川ダムの大日湖湖岸を経て、ダム天端を通る。国道360号をまたいで一向一揆の里で知られる同市鳥越地区の中心部である別宮（べっく）を通過する。同市河合町からは手取川に沿って北上し、鳥越大橋を越えて同市白山町に至る。白山市河合町から同市広瀬町にかけては、北陸鉄道旧金名線跡を整備した自転車道石川県道302号手取川自転車道線（手取キャニオンロード）が並走する。

### 路線データ
- 起点：石川県小松市丸山町サ4番1地先（国道416号交点）
- 終点：石川県白山市白山町207番1地先（白山町南交差点、国道157号交点・石川県道103号鶴来水島美川線起点）

## 歴史
- 1960年（昭和35年）10月15日：「丸山鶴来線」として路線認定。
- 1982年（昭和57年）4月1日 - 建設省から主要地方道に指定される[1]。
- 1982年（昭和57年）7月9日：「丸山鶴来線」から現路線名に名称変更。
- 1993年（平成5年）5月11日 - 建設省から、県道小松鳥越鶴来線が小松鳥越鶴来線として主要地方道に再指定される[2]。

## 路線状況

### 冬期閉鎖区間
- 小松市丸山町（起点）- 白山市阿手町（大日川ダム） 7.1 km
  - 概ね12月中旬から翌年4月下旬まで閉鎖される。大日川ダム天端の東から先に常設のゲートが設置されており、この先が実質的な冬期閉鎖区間となる。なお、新丸地区全域が冬期無人地域であるため、起点と接続している国道416号の区間（小松市尾小屋町以南）も冬期閉鎖される。

## 地理

### 通過する自治体
- 小松市
- 白山市

### 交差する道路
- 国道416号（小松市丸山町、起点）
- 石川県道109号阿手尾小屋線（白山市阿手町）
- 国道360号（白山市別宮町・別宮北交差点）
- 石川県道302号手取川自転車道線・手取キャニオンロード（白山市河合町）
- 石川県道180号河合江津線（白山市河合町）
- 石川県道302号手取川自転車道線・手取キャニオンロード（白山市広瀬町）
- 国道157号・石川県道103号鶴来水島美川線（白山市白山町・白山町南交差点、終点）

### 沿線にある施設など
- 手取川
- 大日川
- 大日川ダム
- 鳥越大日スポーツランド
- 白山市鳥越支所
- 二曲城址
- 道の駅一向一揆の里
- 白山市立鳥越一向一揆歴史館
- 鳥越城址
- 白山市立鳥越小学校
- 鳥越保育所
- バードハミング鳥越
- 白山市立かわち図書館